# Jürgen Hähnel
Jürgen Hähnel – wschodnioniemiecki zapaśnik walczący w stylu klasycznym.
Złoty medalista mistrzostw Europy w 1972 roku.
Wicemistrz NRD w 1968, 1972, 1973 i 1974; trzeci w 1970 roku.